# 貝瑟爾 (緬因州普查規定居民點)
貝瑟爾（英語：Bethel）是位於美國緬因州牛津縣的一個普查規定居民點。

## 人口
根據2020年美國人口普查的數據，貝瑟爾的面積為4.22平方千米，當中陸地面積為4.22平方千米，而水域面積為0.00平方千米。當地共有人口658人，而人口密度為每平方千米155.92人。